# Хілковське сільське поселення
Хі́лковське сільське поселення (рос. Хилковское сельское поселение) — муніципальне утворення у складі Торбеєвського району Мордовії, Росія. Адміністративний центр — село Хілково.

## Історія
Станом на 2002 рік існували Носакінська сільська рада (села Малишево, Нова Пічеморга, Носакіно) та Хілковська сільська рада (села Московка, Хілково, присілки Бобровка, Красна Поляна, селище Мокша).
12 жовтня 2009 року Носакінське сільське поселення було ліквідоване, територія приєднана до складу Хілковського сільського поселення.

## Населення
Населення — 829 осіб (2019, 1144 у 2010, 1475 у 2002).

## Склад
До складу поселення входять такі населені пункти:
| Населений пункт         | Населення, осіб (2002) | Населення, осіб (2010) |
| ----------------------- | ---------------------- | ---------------------- |
| Бобровка, присілок      | 52                     | 46                     |
| Красна Поляна, присілок | 36                     | 18                     |
| Малишево, село          | 196                    | 178                    |
| Мокша, селище           | 14                     | 9                      |
| Московка, село          | 53                     | 40                     |
| Нова Пічеморга, село    | 99                     | 64                     |
| Носакіно, село          | 672                    | 484                    |
| Хілково, село           | 353                    | 305                    |